# Neuenstein (Hessen)
Neuenstein ist eine Gemeinde im Nordosten von Hessen, im Landkreis Hersfeld-Rotenburg.

## Geographie

### Geographische Lage
Neuenstein liegt im Knüllgebirge im Einzugsgebiet des Geisbaches, der hier entspringt und in Bad Hersfeld, das etwa zehn Kilometer südöstlich liegt, in die Fulda mündet.

### Nachbargemeinden
Neuenstein grenzt im Norden an die Gemeinde Knüllwald (im Schwalm-Eder-Kreis), im Osten an die Gemeinde Ludwigsau, im Süden an die Stadt Bad Hersfeld und die Gemeinde Kirchheim (alle im Landkreis Hersfeld-Rotenburg); im Südwesten an die Gemeinde Oberaula, sowie im Westen an die Stadt Schwarzenborn (beide im Schwalm-Eder-Kreis).

### Gemeindegliederung
Die Gemeinde besteht aus den Ortsteilen Aua, Gittersdorf, Mühlbach, Obergeis, Raboldshausen, Saasen, Salzberg und Untergeis. Die Gemeindeverwaltung befindet sich im zentral gelegenen Ortsteil Aua.

## Geschichte

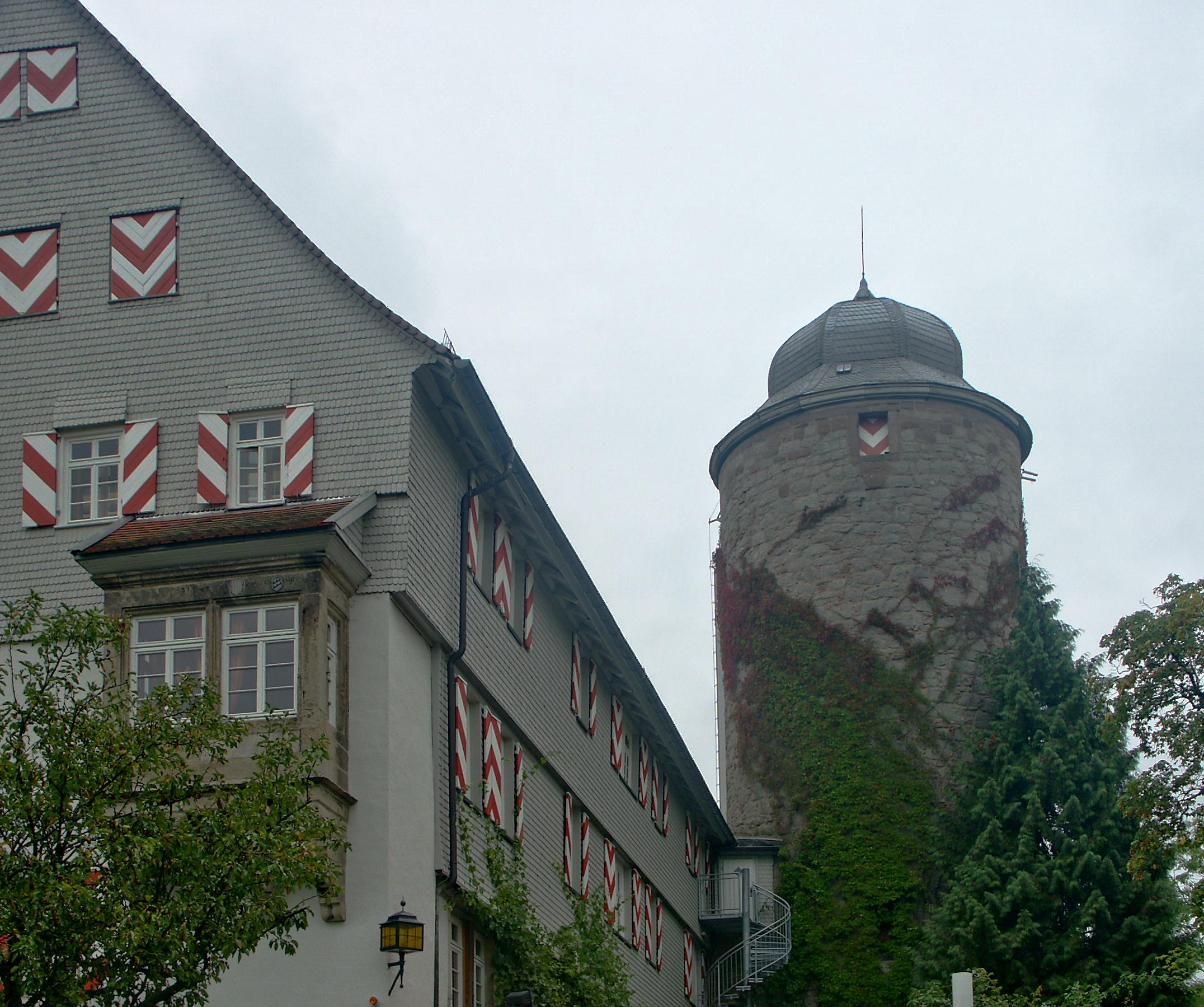
Burg Neuenstein mit Bergfried

### Gemeindegebiet
Die erste urkundliche Nennung eines der Ortsteile ist Aua („Owe“), welches 852 in einer Schenkungsurkunde an die Hersfelder Abtei genannt wurde. Der Hersfelder Abt gründete 1190 hier ein Kloster, das aber bereits 1229 nach Blankenheim, heute Ortsteil von Bebra, verlegt wurde.

Der Ort „Salzesberg“ wurde 1190 das erste Mal erwähnt. Es existiert zwar eine Urkunde von 782 über diesen Ort, die Echtheit ist jedoch umstritten. Alle anderen Orte wurden im 12. und 13. Jahrhundert erstmals schriftlich erwähnt. Die meisten Ortsteile waren lange Zeit im Besitz der Hersfelder Abtei oder waren Lehen der Herren von Wallenstein. Albert I. von Wallenstein baute oberhalb von Saasen eine Burg, die 1267 erstmals als Neuwallenstein urkundlich erwähnt wurde. (Stammburg der Wallensteins war die Burg Wallenstein in Knüllwald, Ortsteil Wallenstein.) Am 24. Juli 1318 wurde die zu einem Raubritternest heruntergekommene Burg von Truppen des hessischen Landgrafen Otto, des Hersfelder Abts Simon I. von Buchenau, des Grafen Johann I. von Ziegenhain und des Landfriedensrichters und Reichslandvogts in der Wetterau, Eberhard III. von Breuberg, zerstört. Erst 1357 wurde sie von Simon von Wallenstein wieder aufgebaut.
Die Burg Neuenstein dient heute als Tagungs- und Veranstaltungszentrum.

### Gemeindebildung
Die bis dahin selbständigen Gemeinden Aua, Gittersdorf, Mühlbach, Raboldshausen, Saasen, Salzberg und Untergeis fusionierten im Zuge der Gebietsreform in Hessen mit Wirkung vom 31. Dezember 1971 freiwillig zur neuen Gemeinde Neuenstein. Die Gemeinde Obergeis wurde am 1. August 1972 durch Landesgesetz eingemeindet. Für eingegliederten Gemeinden wurde je ein Ortsbezirk mit Ortsbeirat und Ortsvorsteher nach der Hessischen Gemeindeordnung gebildet.
Namensgeber war der mittelalterliche Name der Burg Neuwallenstein (heute Burg Neuenstein genannt), von der sich der Gemeindename ableitete.

## Politik

### Gemeindevertretung
Die Kommunalwahl am 14. März 2021 lieferte folgendes Ergebnis, in Vergleich gesetzt zu früheren Kommunalwahlen:
| Sitzverteilung in der Gemeindevertretung 2021Insgesamt 15 Sitze - SPD: 6 - CDU: 9 | Parteien und Wählergemeinschaften | Parteien und Wählergemeinschaften           | % 2021 | Sitze 2021 | % 2016 | Sitze 2016 | % 2011 | Sitze 2011 | % 2006 | Sitze 2006 | % 2001 | Sitze 2001 |
| Sitzverteilung in der Gemeindevertretung 2021Insgesamt 15 Sitze - SPD: 6 - CDU: 9 | CDU                               | Christlich Demokratische Union Deutschlands | 57,7   | 9          | 63,8   | 15         | 59,2   | 14         | 53,6   | 12         | 59,6   | 14         |
| Sitzverteilung in der Gemeindevertretung 2021Insgesamt 15 Sitze - SPD: 6 - CDU: 9 | SPD                               | Sozialdemokratische Partei Deutschlands     | 42,3   | 6          | 36,2   | 8          | 40,8   | 9          | 28,8   | 7          | 40,4   | 9          |
| Sitzverteilung in der Gemeindevertretung 2021Insgesamt 15 Sitze - SPD: 6 - CDU: 9 | FWN                               | Freie Wähler Neuenstein                     | —      | —          | —      | —          | —      | —          | 17,6   | 4          | —      | —          |
| Sitzverteilung in der Gemeindevertretung 2021Insgesamt 15 Sitze - SPD: 6 - CDU: 9 | gesamt                            | gesamt                                      | 100,0  | 15         | 100,0  | 23         | 100,0  | 23         | 100,0  | 23         | 100,0  | 23         |
| Sitzverteilung in der Gemeindevertretung 2021Insgesamt 15 Sitze - SPD: 6 - CDU: 9 | Wahlbeteiligung in %              | Wahlbeteiligung in %                        | 55,2   | 55,2       | 57,8   | 57,8       | 59,7   | 59,7       | 66,8   | 66,8       | 72,6   | 72,6       |

### Bürgermeister
Nach der hessischen Kommunalverfassung wird der Bürgermeister für eine sechsjährige Amtszeit gewählt, seit dem Jahr 1993 in einer Direktwahl, und ist Vorsitzender des Gemeindevorstands, dem in der Gemeinde Neuenstein neben dem Bürgermeister ehrenamtlich ein Erster Beigeordneter und sieben weitere Beigeordnete angehören. Bürgermeister ist seit dem 11. Januar 2022 Roland Urstadt (CDU), der bis dahin dem Gemeindevorstand als Erster Beigeordneter angehört hatte. Er wurde als Nachfolger von Walter Glänzer (CDU), der nach drei Amtszeiten nicht wieder kandidiert hatte, am 26. September 2021 im ersten Wahlgang bei 70,08 Prozent Wahlbeteiligung mit 62,97 Prozent der Stimmen gewählt.
Amtszeiten der Bürgermeister
- 2022–2028 Roland Urstadt (CDU)[12]
- 2004–2022 Walter Glänzer (CDU)[13]
- 1980–2004 Walter Schmidt (CDU) (1936–2020)[16]
- 1974–1980 Georg Ries (1928–2023)[17]
- 1972–1973 Konrad Käberich (Staatsbeauftragter)

### Ortsbezirke
Für alle Ortsteile gibt es einen Ortsbezirke mit Ortsbeirat und Ortsvorsteher nach der Hessischen Gemeindeordnung.
Die Ortsbezirke sind durch das Gebiet ihrer ehemaligen Gemeinden abgegrenzt. Jeder Ortsbeirat besteht aus fünf Mitgliedern. Dieser wählt eines seiner Mitglieder zum Ortsbeirat bzw. zur Ortsbeirätin.

### Wappen
Blasonierung: „In rot ein grüner Dreiberg belegt mit einem silbernen waagrechten Doppelbalken. Auf dem Dreiberg ein silberner Turm.“
Bedeutung: Der silberne Turm gehört zur Burg Neuenstein und ist das Wahrzeichen der Gemeinde.

## Kultur und Sehenswürdigkeiten

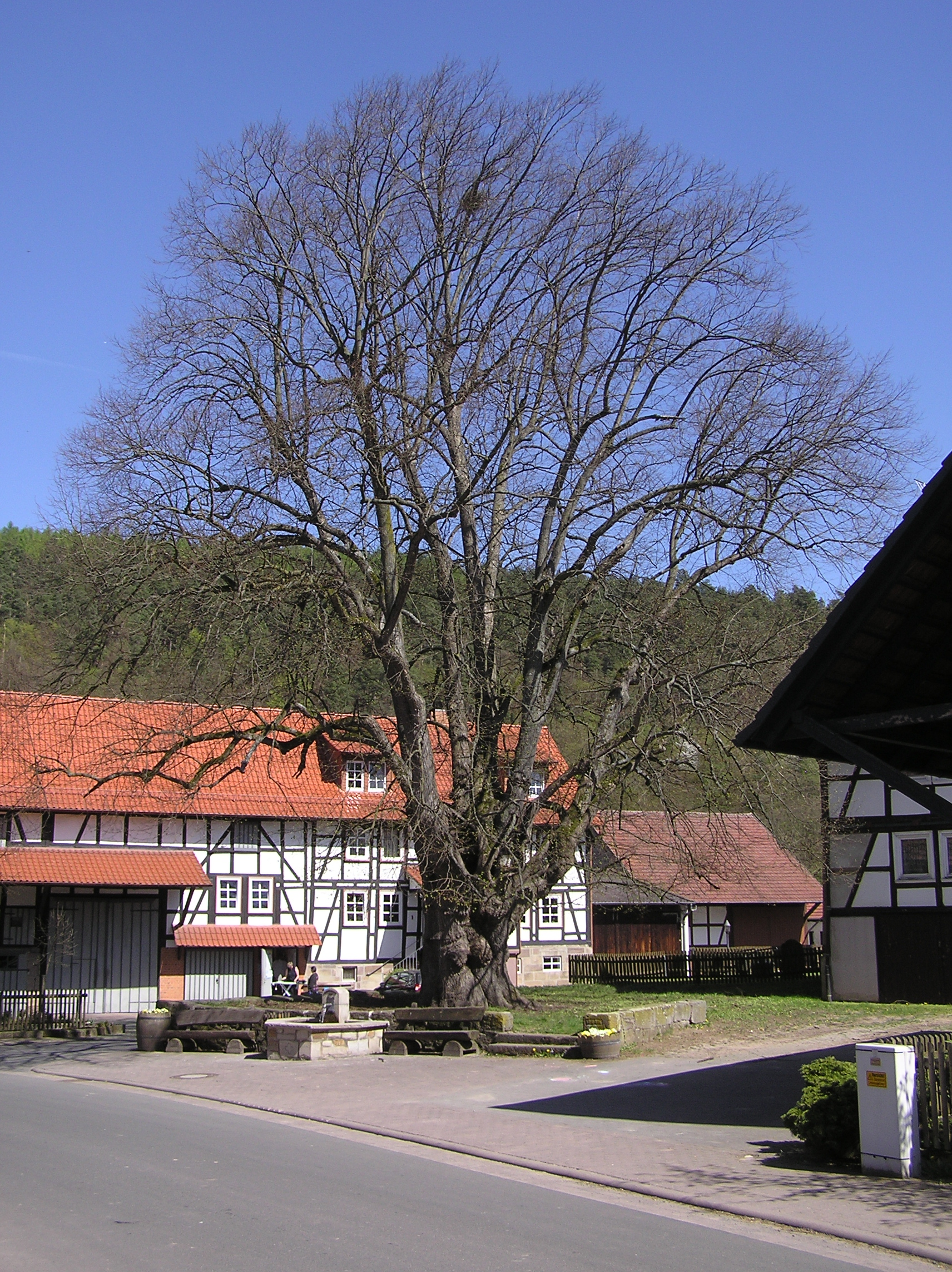
Ca. 1200 Jahre alte Linde im Ortsteil Aua

### Bauwerke
Für die unter Denkmalschutz stehenden Kulturdenkmale des Ortes siehe die Liste der Kulturdenkmäler in Neuenstein (Hessen).
- Ehemalige Klosterkirche im Ortsteil Aua aus dem Jahr 1190
- Burg Neuenstein im Ortsteil Saasen
- Wandgrabmäler der von Wallenstein im Ortsteil Raboldshausen
- Kapelle von 1194 im Ortsteil Mühlbach
- Domäne Neuenstein erbaut 1591 von Philipp Ludwig von Wallenstein[18]

### Naturdenkmäler
- Eisenberg (Knüll)
- Archäologischer Wanderweg am Eisenberg
- ca. 1200 Jahre alte Linde im Ortsteil Aua

## Wirtschaft und Infrastruktur

### Verkehr
Die Gemeinde liegt direkt an der Anschlussstelle 85, Bad Hersfeld-West an der Bundesautobahn 7. Weiterhin führt die Bundesstraße 324 durch das Gemeindegebiet.
Über das Gemeindegebiet verläuft auch die Eisenbahn-Schnellfahrstrecke Hannover–Würzburg, unter anderem mit dem Mühlbachtunnel und dem Kalter-Sand-Tunnel.
Während des Hessentages 2019 wurde ein Bürgerbus an den örtlichen Betreiberverein Menschen unterstützen Menschen übergeben, mit dem ab Juli 2019 eine Fahrtmöglichkeit für Bürger besteht, die andere Angebote des öffentlichen Nahverkehrs nicht nutzen können.

### Ansässige Unternehmen
- Paket-Logistik-Firma General Logistics Systems Germany GmbH & Co. OHG mit ca. 800 Beschäftigten
- Der Kurier GmbH (bundesweit flächendeckender Transport zeitkritischer Sendungen über Nacht)
- Auktionshaus Hess GbR, Kunst und Antiquitäten
- hess-solar, Luftkollektorenvertrieb